# Фонд енергоефективності
Фонд енергоефективності утворюється на виконання Закону України «Про Фонд енергоефективності», що був прийнятий у 2017 році.
Фонд існуватиме з метою підтримки ініціатив щодо енергоефективності, впровадження інструментів стимулювання та підтримки здійснення заходів з підвищення рівня енергетичної ефективності будівель та енергозбереження, зокрема в житловому секторі, з урахуванням національного плану щодо енергетичної ефективності, зменшення викидів двоокису вуглецю з метою виконання Паризької угоди, впровадження acquis communautaire Європейського Союзу та Договору про заснування Енергетичного Співтовариства, забезпечення дотримання Україною міжнародних зобов’язань у сфері енергоефективності.
Початок роботи Фонду енергоефективності запланований на 2018 рік.

## Заходи з енергоефективності
Заходи з енергоефективності, вартість яких може бути частково відшкодована Фондом, включають:
1. здійснення термомодернізації;
2. впровадження ефективних систем моніторингу та управління;
3. встановлення високоефективних опалювальних й охолоджувальних систем та обладнання, а також заміну наявних систем та обладнання більш ефективними;
4. інші заходи, здійснення яких забезпечує зменшення споживання енергетичних ресурсів за незмінної або кращої якості надання житлово-комунальних послуг у рентабельний спосіб, включаючи заходи, спрямовані на збільшення частки електроенергії, виробленої з відновлюваних джерел енергії.